# Portillo (Valladolid)
Portillo es un municipio y localidad española de la provincia de Valladolid, en la comunidad autónoma de Castilla y León.
El municipio pertenece a la comarca vallisoletana de Tierra de Pinares y está formado por dos distritos, Portillo y Arrabal. El primero se encuentra en lo alto de un cerro y el segundo a la falda del mismo. Del municipio destaca su excepcional castillo del siglo XV, más recordado por sus nobles prisioneros —como Álvaro de Luna— que por su participación en acciones de guerra. Junto a él, el «mirador de Portillo» permite obtener una buena panorámica de los distintos pueblos del entorno, del cerro de San Cristóbal, de parte de la ciudad de Valladolid, del inmenso mar de pinares del valle del Duero y del castillo de Íscar que se distingue como un pequeño cubo que sobresale del páramo hacia el sur. Además, Portillo cuenta con parte de lo que fueron sus «murallas» de piedra del siglo XIII que aún conserva una de sus puertas de entrada, denominada popularmente como «Arco grande».
Portillo cuenta aún con tres de las siete iglesias que llegó a tener. La de Santa María, actual parroquia de Portillo, es del siglo XVI y en ella destaca una escultura de la Piedad de la escuela de Juan de Juni, así como el retablo mayor de principios del XIV. Las otras son la de San Esteban, de época medieval aunque reedificada en el siglo XVIII, y la de San Juan Bautista, del siglo XVI y actualmente convertida en bar. En Arrabal de Portillo, podremos contemplar la iglesia de San Juan Evangelista, construida en piedra en el siglo XVI y actualmente parroquia del barrio. Al lado de esta última, se encuentra la ermita del Ecce Homo y, a las afueras de Arrabal, en dirección a Valladolid, existe otra ermita, la del Santo Cristo, en piedra y de una sola nave, con una Cruz de piedra frente a la puerta de entrada.
Portillo resulta un pueblo acogedor, en el que poder pasar varios días disfrutando de su arte, su cultura y su entorno, ya que existen varios lugares de alojamiento y restauración en los que degustar los buenos platos de la cocina castellana. Mención aparte tienen los dulces artesanales elaborados en este municipio, entre los que destacan los mantecados de Portillo, los bollos blancos y las ciegas.
El ayuntamiento de Portillo es propietario de grandes extensiones de pinares que no solo se encuentran en su término municipal y que son una parte importante de su riqueza e ingresos.

## Toponimia
Sobre el nombre de Portillo hay varias hipótesis distintas. Una de ellas hace referencia a una de las cuatro puertas de acceso que tuvo el pueblo, la llamada "porta augusta". Otra hace referencia a «Nivaria» nombre de origen vacceo.
A los habitantes del distrito primero, se los denomina «Portillanos», así como a los del segundo distrito «Arrabaleros».

## Geografía
Ubicación
El municipio de Portillo está constituido por dos núcleos de población, Portillo y Arrabal. De ellos, la primera es la villa histórica, en la que han acaecido los principales acontecimientos del municipio. Sin embargo, Arrabal ha asumido en la actualidad un mayor peso específico por su mayor población y mejor comunicación, siendo por ejemplo la sede de la casa consistorial del municipio.
| Noroeste: Aldeamayor de San Martín | Norte: La Parrilla | Noreste: Montemayor de Pililla          |
| Oeste: La Pedraja de Portillo      |                    | Este: Camporredondo Santiago del Arroyo |
| Suroeste: Aldea de San Miguel      | Sur: Megeces       | Sureste: Cogeces de Íscar               |

Portillo en la cima del páramo y Arrabal de Portillo a los pies del mismo, se emcuentran situados a unos 25 kilómetros de la ciudad de Valladolid por la CL-601. Esta carretera, que une Valladolid con Segovia, atraviesa Arrabal y desde esta última, tras un kilómetro de subida, se llega a Portillo por la denominada "cuesta empedrada".

## Historia

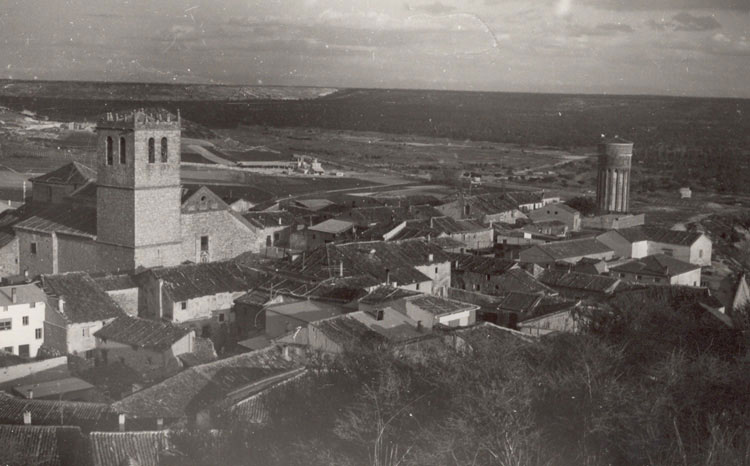
Vista de la localidad, primera mitad

Las primeras noticias sobre la villa aluden doña Sancha quien otorgó el lugar al obispo Ponce y los canónigos de Palencia. Hacia el 1460, Enrique IV de Castilla donó la villa al conde de Benavente Alonso Pimentel.
De tiempos pasados es el dicho popular Portillo grande tierra de reyes y altas torres, haciendo referencia a las torres de su castillo y los campanarios de las siete iglesias que llegó a tener (actualmente quedan tres) en contraste con la riqueza de sus habitantes que viven como reyes.
En 1971 por la belleza de sus pinares se otorgó a Portillo el "Premio Nacional de Turismo", que fue documentado en un reportaje a color del No-Do de 1972.

## Geografía humana

### Demografía
Cuenta con una población de 2368 habitantes (INE 2024).
| Gráfica de evolución demográfica de Portillo entre 1842 y 2021                                                        |
| |
| Población de derecho según los censos de población del INE. Población de hecho según los censos de población del INE. |

## Cultura

### Patrimonio

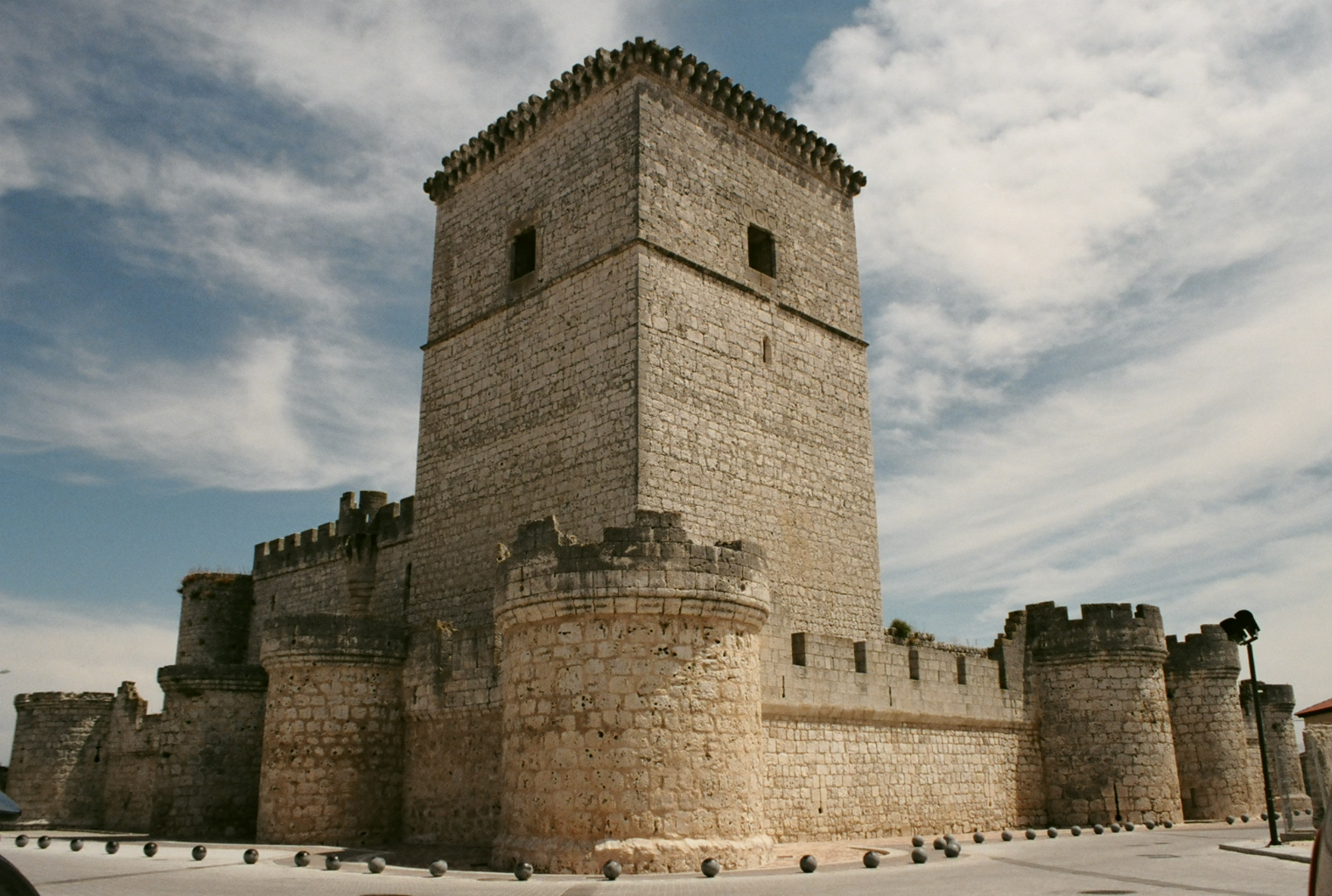
Castillo de Portillo desde la plaza Pimentel

Castillo
Declarado Monumento Nacional por el Decreto del 3 de junio de 1931. Bajo la protección de la Declaración genérica del Decreto de 22 de abril de 1949, y la Ley 16/1985 sobre el Patrimonio Histórico Español.
Iglesias
- Iglesia de Santa María la Mayor, construida en piedra en el siglo XVI. El retablo mayor barroco, presenta una escultura gótica de la Virgen con el niño, de un gran valor fechada hacia el año 1300. En el lado del evangelio se encuentra una escultura de la Piedad que cree que salió del taller de Juan de Juni. Actualmente es la iglesia parroquial.
- Iglesia de San Esteban, construida en la época medieval y reconstruida en el siglo XVIII. Está situada en la plaza de villa. El retablo de esta iglesia se encuentra en el palacio arzobispal de Valladolid.
- Iglesia de San Juan Bautista, construida en el siglo XII con estilo gótico-mudéjar. Reformada hasta en dos ocasiones (siglo XVI y XVII). Merece mención especial la bóveda de crucería de la antigua sacristía. Actualmente alberga un restaurante, una cafetería y un bar musical.

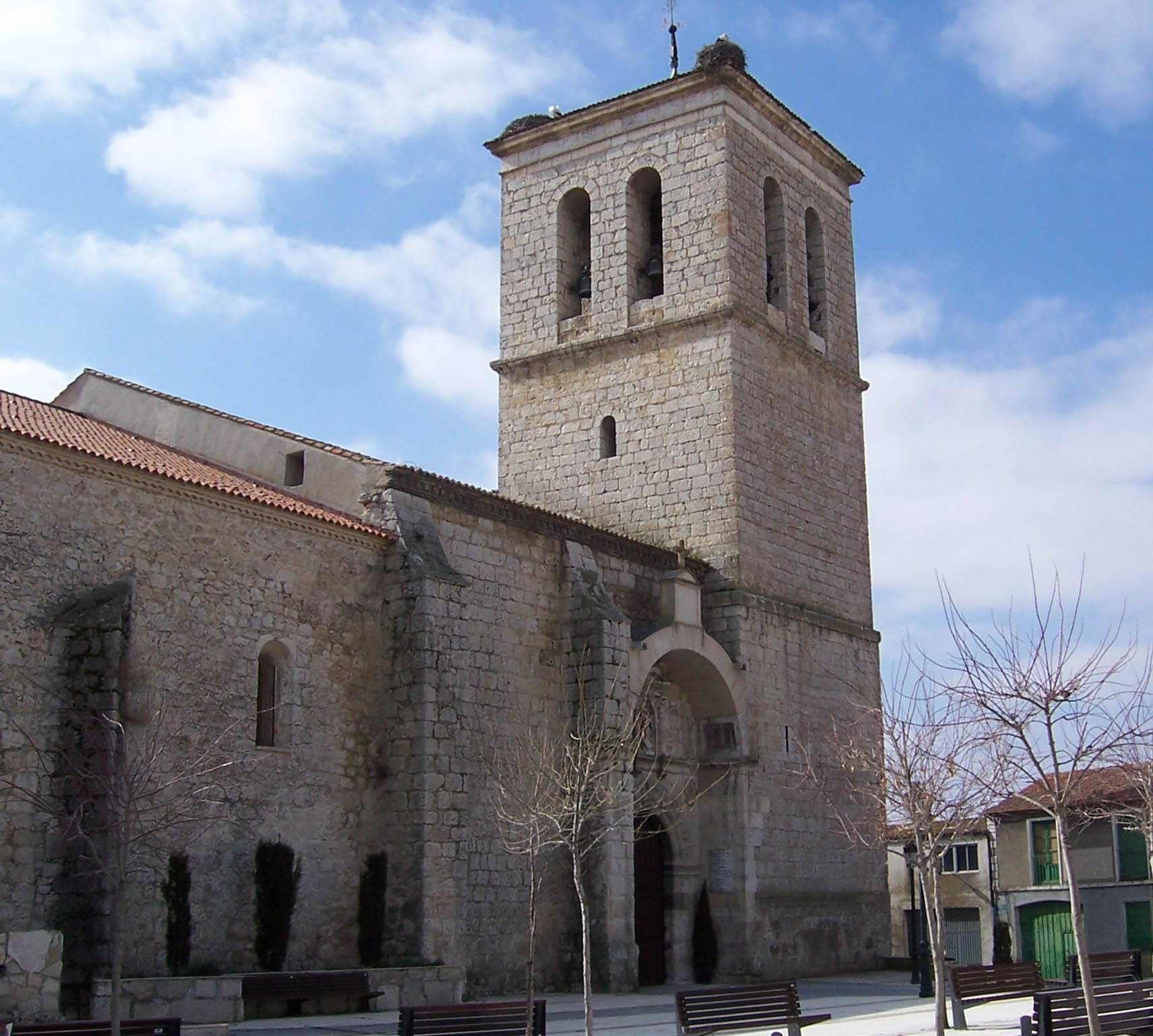
Iglesia de San Juan Evangelista de Arrabal.

- Iglesia de San Juan Evangelista de Arrabal, declarada bien de interés cultural el 14 de mayo de 1998. Situada en Arrabal está compuesta por tres naves, fechada en 1570 como reza en el arco de su entrada. El retablo del altar mayor puede estimarse de mediados del siglo XVI y es de excepcional interés porque algunas de sus tallas recuerdan a dos gigantes de la región, al francés de origen, pero vallisoletano de vida y obra Juan de Juni, y al castellano italianizado Alonso de Berruguete. De hecho ha sido atribuido a discípulos de este último tales como Francisco Giralte o Manuel Álvarez.
- Ermita del Eccehomo de Arrabal (siglo XVI), situada en la plaza de la iglesia de san Juan Evangelista. En su interior se encuentran las obras de la ermita del Santísimo Sacramento, hoy desaparecida y que estaba situada a unos trescientos metros al sur de ésta, al lado del arroyo. Son de especial interés la talla de un Cristo resucitado, un Cristo yacente y un par de imágenes (de vestir) de la virgen. Actualmente se utiliza en dos ocasiones al año, en el corpus y el lunes después de Pascua.
- Ermita del Santo Cristo de Arrabal, de estilo barroco del siglo XVII. Es de una sola nave con muros de piedra y cubierta de aristas con yeserías. Cuenta con una portada a los pies de medio punto y en su interior se encuentra una Cristo de fines del siglo XVI.

Otros monumentos
- La cuesta Empedrada: antigua calzada, parcialmente conservada, que unía la villa de Portillo con Arrabal. Aunque no existe ninguna prueba documental que acredite en qué época fue construida, parece que la calzada es anterior al siglo XI.Inscripción en Los Arcos de Portillo

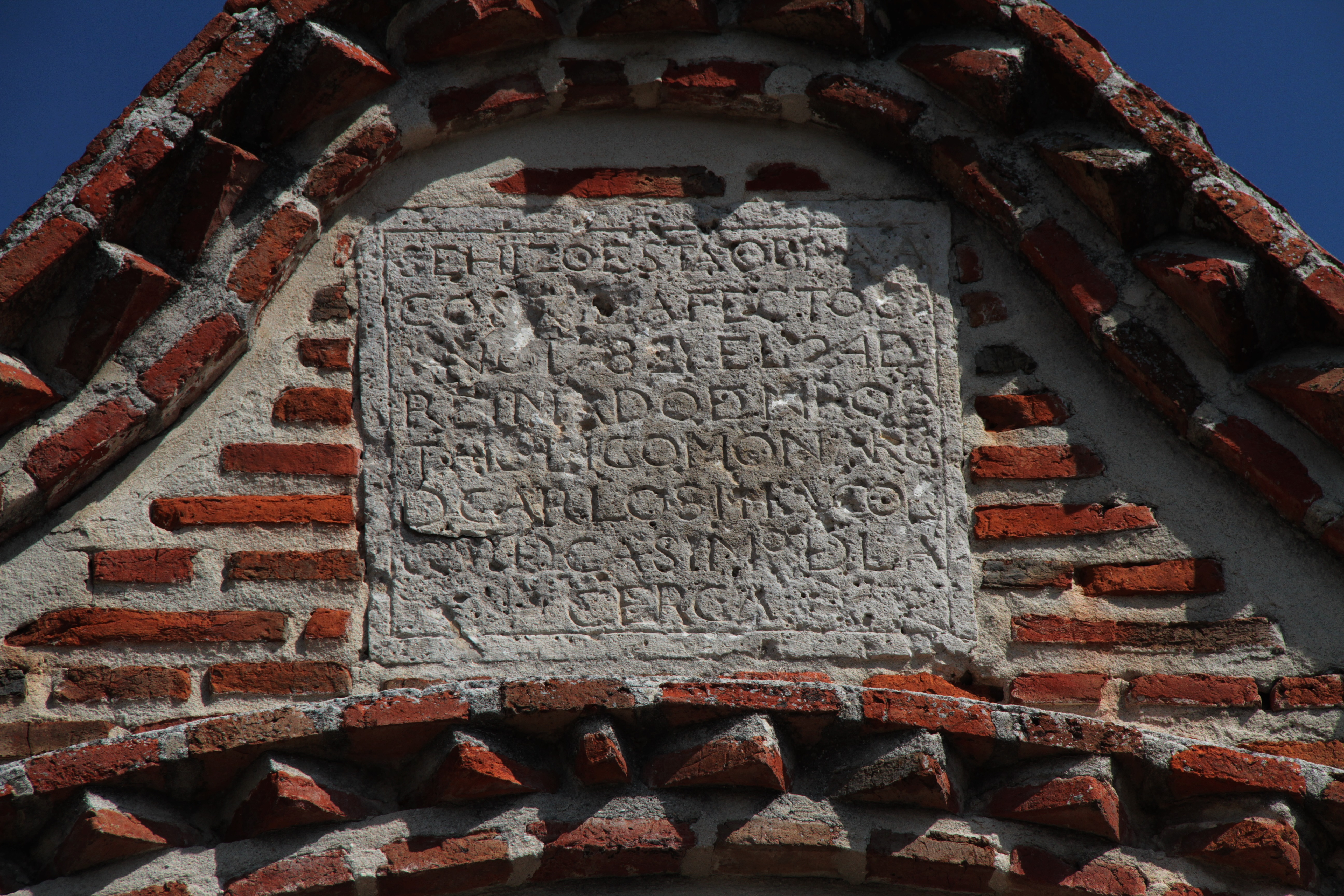
Inscripción en Los Arcos de Portillo

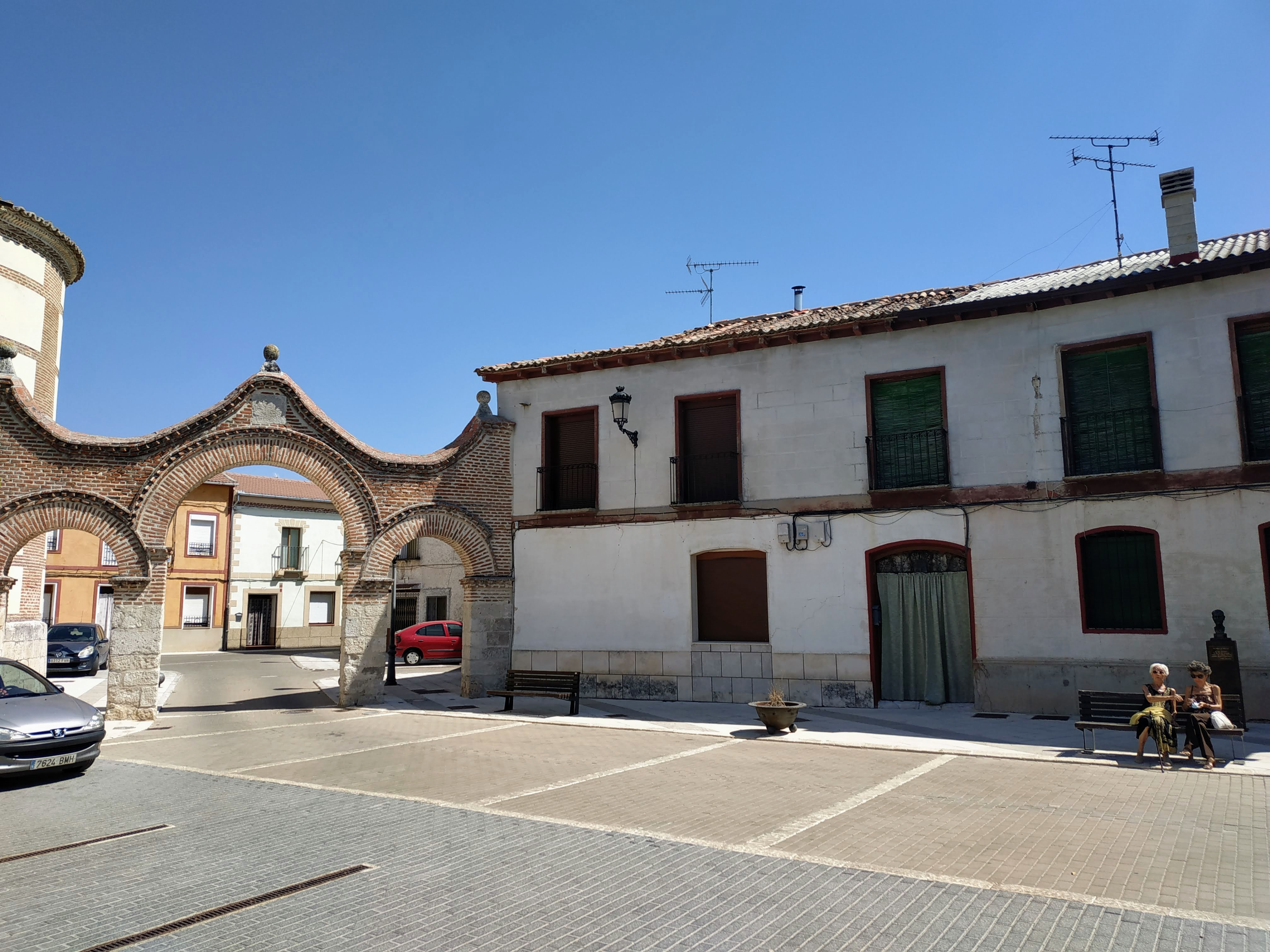
Tres Arcos y casa familiar de Pío del Río Hortega

- Tres Arcos y casa familiar de Pío del Río HortegaLos Tres Arcos: estructura arquitectónica compuesta por tres arcos de medio punto realizados en ladrillo. Fue una antigua puerta de acceso a la plaza, abierta en el siglo XVIII. Los arcos unen la iglesia de San Esteban con una de las casas de la plaza. Antonio de Nicolás en su libro Portillo. Recuerdos de una villa castellana (1907) refiere que muchos portillanos creían que la villa había construido los arcos solo para cerrar mejor la plaza en días de toros, por el sitio que en esta ocupaban. El arco central tiene esta inscripción: SE HIZO ESTA OBRA A / COSTA Y AFECTO EN / AÑO 1783 EL 24 DEL / REINADO DE NRO CA / THOLICO MONARCA / D. CARLOS III ???? / ????? CASIMIRO DE LA / CERCA.

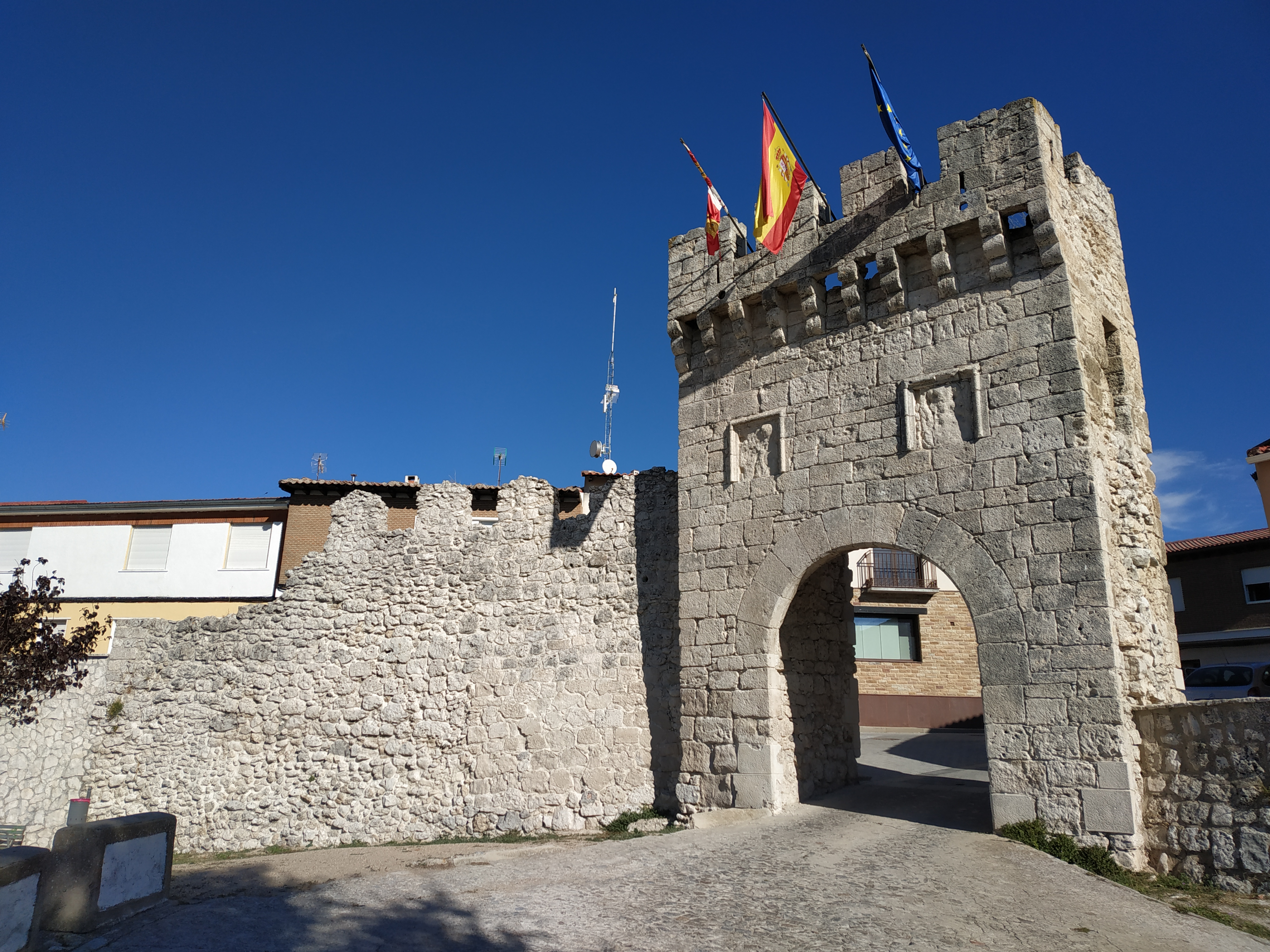
Arco Gran de Portillo

- Arco Gran de PortilloEl Arco Grande: el antiguo Postigo de Escuevas, una de las dos puertas de entrada que se conservan de la antigua muralla que rodeaba la villa de Portillo. Mide más de cuatro metros de altura y más de tres de ancho. Está coronada por un elegante matacán de carácter defensivo.

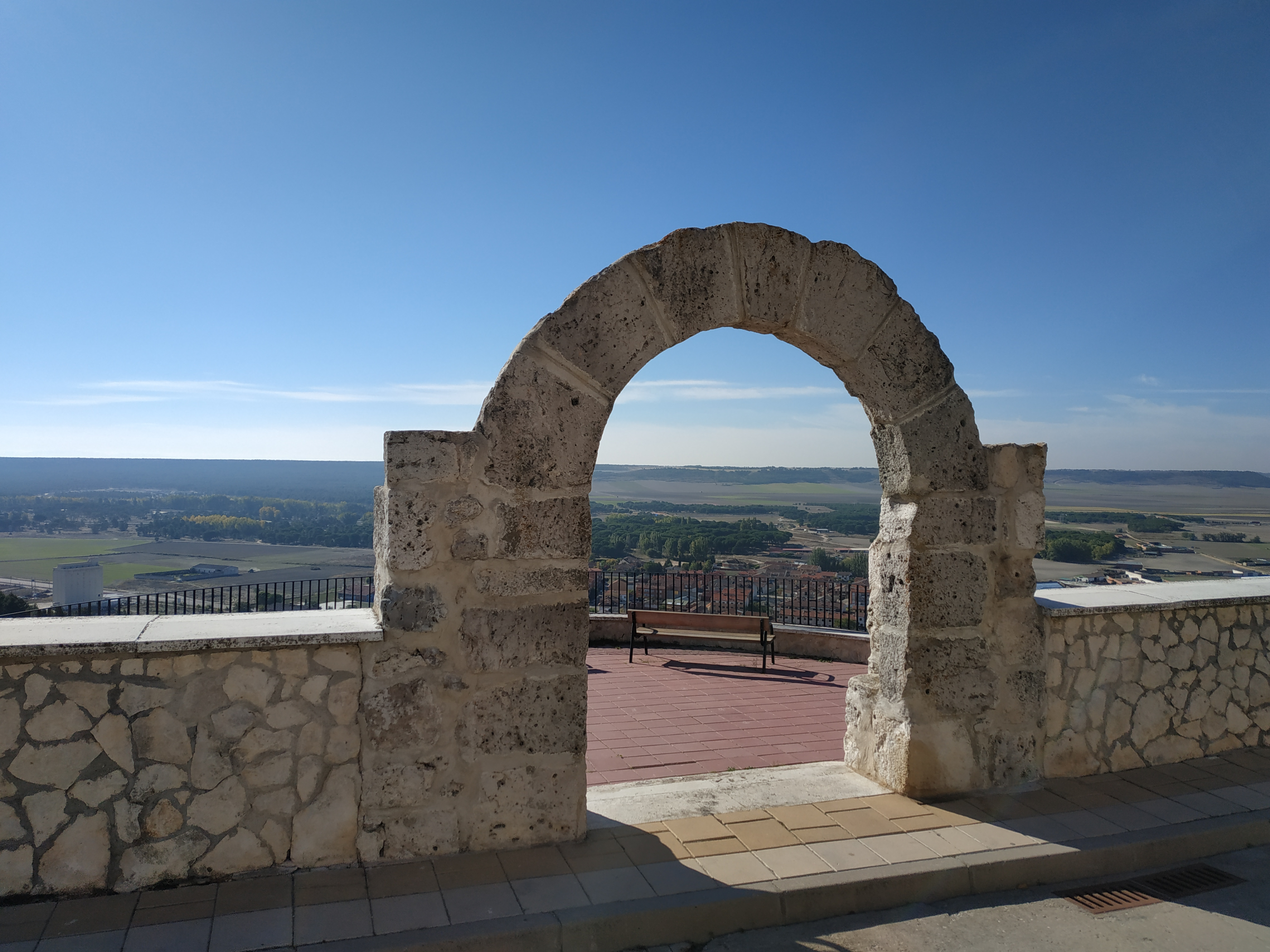
Arco Pequeño de Portillo

- Arco Pequeño de PortilloEl Arco Pequeño: otra puerta de entrada que aún queda de lo que antiguamente fue la muralla que rodeaba la villa. Recientemente restaurado, es un interesantísimo postigo de construcción bastante austera cuyo hueco, de arco semicircular y coronado por dos merlones, mide dos metros de ancho y tres de altura.
- Los Aljibes: son antiguos depósitos de agua que servían para almacenar agua de lluvia, que era utilizada para el consumo animal. Parecen datar de finales de la Edad Media o principios de la Edad Moderna. En su construcción se observa una sala de aproximadamente 80 metros cuadrados de planta, arcadas de sujeción y bonitos mosaicos que los decoran. Se localizan a unos 8 metros de profundidad, están tapados con grandes losas circulares de piedra y sólo puede accederse a ellos mediante una escala y bien aferrados a un cinturón de seguridad, razón por la cual no son visitados.
- La Fuente Vieja: antigua fuente situada en las afueras de Arrabal, cerca de la carretera que conduce a Íscar. Parece datar del siglo XIX, aunque recientemente ha sufrido una restauración prácticamente total debido al mal estado de conservación en el que estaba.
- La Cruz del Pelícano: llamada así por un pelícano que la coronaba, y del que en la actualidad nada queda, se localiza a la entrada de Arrabal viniendo por la carretera de Valladolid. Aunque sin prueba documental, parece datar del siglo XV, de estilo gótico, y responde a la tradición de nuestros antepasados de colocarlas a la entrada de nuestros pueblos. Su estructura está formada por: -Un basamento con tres escalones, de forma primero cuadrada y después octogonal. -Un fuste monolítico terminado en un capitel con molduras, que muestra cuatro cabezas de querubines. -Una cruz, que presenta al Este en bajo relieve a la Virgen y al Niño y en el lado opuesto en alto relieve a Jesús Crucificado.

### Fiestas y celebraciones

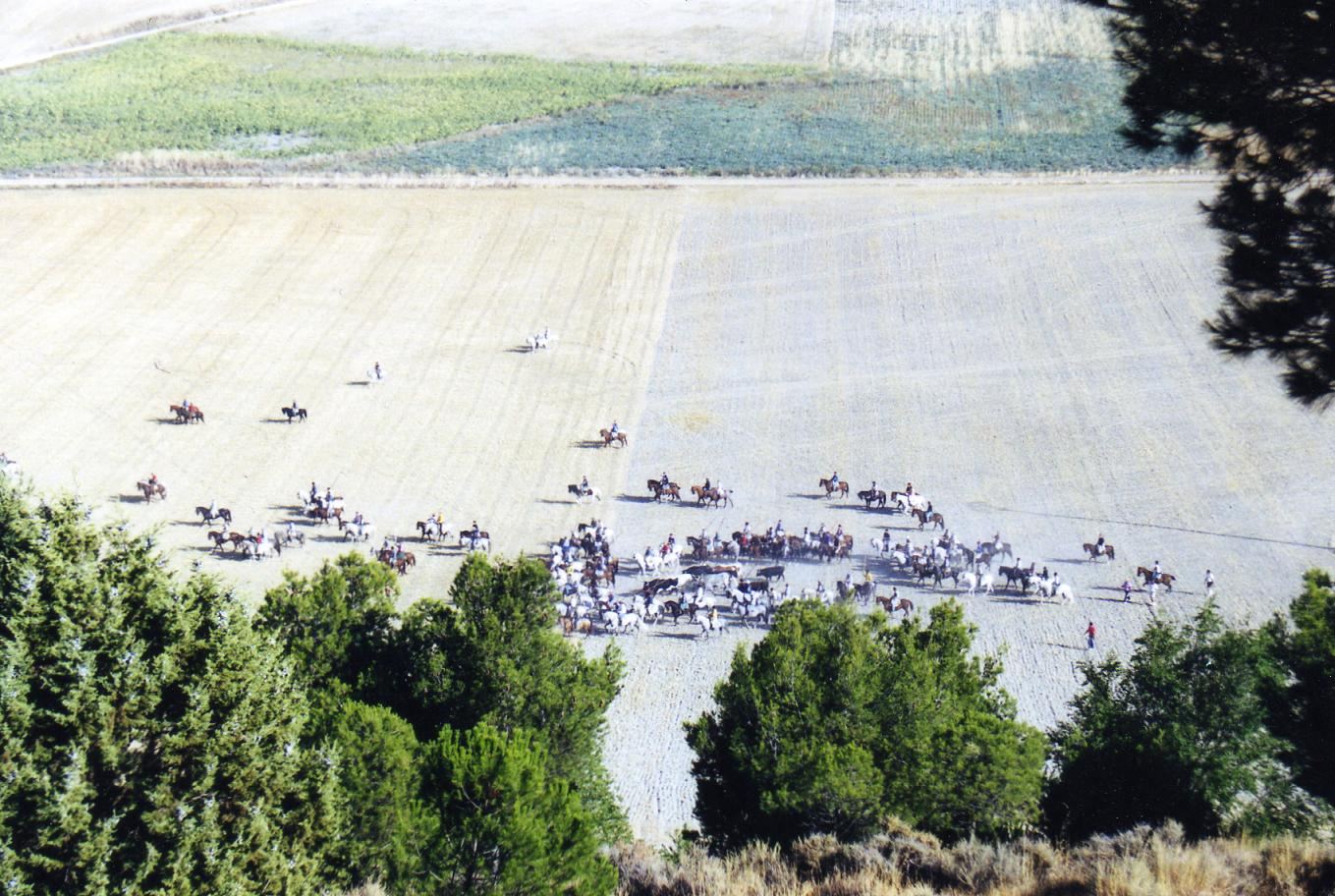
Encierro por el campo

- Las fiestas patronales del municipio en honor a Santa María la Mayor de Portillo, tienen lugar del 7 al 14 de septiembre, aunque los primeros días es en Portillo y los últimos en Arrabal. Aparte de los tradicionales actos religiosos en honor de la Virgen de Santa María la Mayor, son famosos sus encierros campo a través, encierros por las calles y capeas, todo ello amenizado por las peñas de ambos distritos, que convierten estos días en un ambiente de máxima alegría y diversión.

Especial mención hay que hacer a los encierros del campo, ya que además de ser unos de los más antiguos de España su recorrido permite visionarlos casi íntegramente desde la salida de los toros del corral, pudiendo seguirlo desde lo alto sin correr riesgos a la vez que se disfruta del espectáculo
- Otras fiestas importantes son la del Corpus en Portillo y la del Domingo de Ánimas en Arrabal, además de fiestas campestres en la semana de Pascua, donde junto con los amigos, se pasa un día desenfadado en los pinares de la zona; pinares donde se encuentran núcleos recreativos con barbacoas y mesas para hacer la estancia más acogedora, como el de "Fuente Mínguez" en la carretera de La Parrilla, o el de "Llano de San Marugán" en la de Cogeces de Íscar.
- El 27 de diciembre se celebra la festividad de San Juan Evangelista, en la que se celebra una misa en conmemoración del Santo bajo cuya advocación se construyó la iglesia parroquial del distrito segundo.
- La Feria de Artesanía y el Ajo de Portillo se ha convertido en una excusa para muchos turistas que se acercan a esta localidad vallisoletana el último fin de semana de junio, que es cuando tiene lugar la feria. Esta iniciativa parte de la asociación que engloba a artesanos, alfareros, confiteros y ajeros que durante dos días dan a probar sus productos.

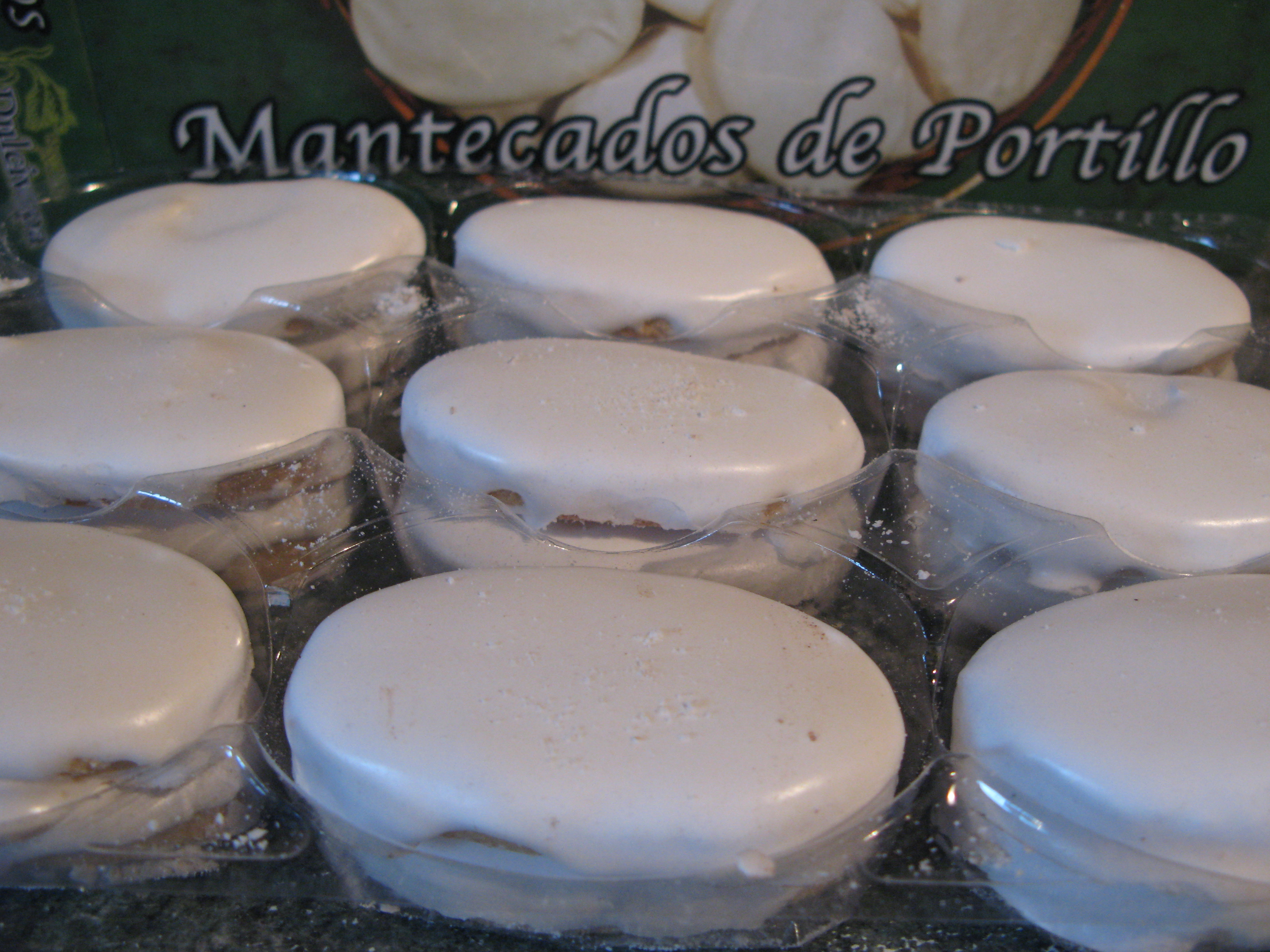
Mantecados de Portillo

El ajo blanco autóctono tiene un lugar destacado y para divulgarlo se degustan diversos guisos elaborados a partir de este producto como torreznos fritos con ajos o sopas de ajo.
En los puestos, que toman como escenario los alrededores del castillo, se puede observar el modo de enhorcar los ajos, cómo se realizan las cerámicas o conocer el modo de bañar los mantecados de Portillo, el rey de la repostería del municipio. Unas pastas que han tomado el nombre de la localidad y que también se dan a probar durante la feria.
Los actos se completan con exposiciones de fotografía, charlas y coloquios, junto con la música y bailes populares.
El ajo blanco es uno de los productos más típicos de esta localidad y es considerado el mejor de España.

### Alfarería
Arrabal, cuenta desde los inicios de la población con una tradición alfarera considerada por los etnógrafos como uno de los focos más activos de España, con cincuenta fábricas antes de la guerra civil española.

### Educación
En este municipio se encuentra el IES Pío del Río Hortega y además de servir de centro de estudios a los jóvenes del municipio, recibe alumnos de los cercanos municipios de Mojados, Aldeamayor de San Martín, La Pedraja de Portillo, Montemayor de Pililla, Aldea de San Miguel, Santiago del Arroyo, Camporredondo y San Miguel del Arroyo.
El colegio público, también se llama Pío del Río Hortega y recibe alumnos a su vez, de Camporredondo, Santiago del Arroyo y Aldea de San Miguel.

### Deporte
- En 2016, nace el Club Balonmano Tierra de Pinares, que comienza a competir en la temporada 2016-17, con un equipo alevín mixto.
- El deporte federado en Portillo, está representado por el Club Deportivo Portillo, que cuenta con secciones de fútbol, fútbol sala, baloncesto, deportes autóctonos, ajedrez, trial, kárate y orientación.
- El deporte por el que es conocido Portillo es la orientación, en el cual tiene en club, el Club Deportivo de Portillo de Orientación, que participa la Liga Norte y la Liga Nacional gracias a su presidente, Julio Garrido y a la colaboración del Ayuntamiento de Portillo. Además, el club organiza y participa en campeonatos escolares junto al club de la capital vallisoletana, el COV.
- Cada 31 de diciembre se celebra la carrera Runera que cuenta con dos recorridos, uno de 8 y otro de 10 km, está carrera es promovida por el Ayuntamiento de Portillo, en la última edición participaron más de 200 corredores, la mayoría naturales de Portillo.
- El deporte de mountain bike, está representado por el Club de Mountain Bike, MTB EXTREME, que cuenta con parajes excepcionales en Portillo, para la realización de este deporte.
- Portillo cuenta con varios centros deportivos: piscinas municipales, campo de fútbol municipal, Centro polideportivo y frontón. Además Portillo cuenta con excelentes parajes naturales, para la práctica de senderismo, mountain bike, orientación y rutas a caballo.

### Núcleos recreativos
- Llano de San Marugán: carretera Cogeces de Íscar - Portillo (47160)
- Núcleo Recreativo de Fuentemínguez: carretera Portillo - La Parrilla (47160)

## Personas notables

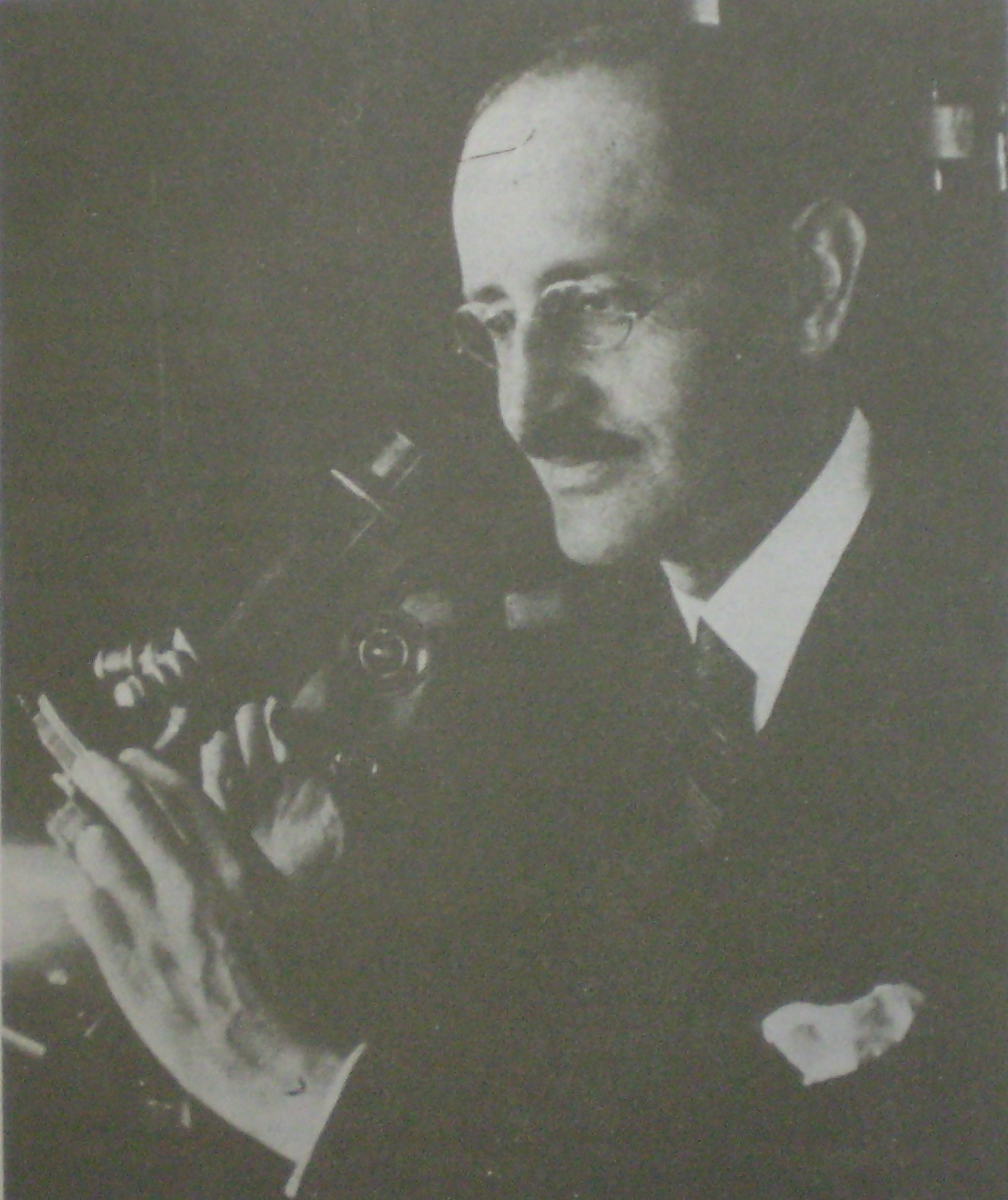
Pío del Río Hortega en su laboratorio en 1924